# 473 Nolli
473 Nolli је астероид главног астероидног појаса чија средња удаљеност од Сунца износи 2,662 астрономских јединица (АЈ).
Апсолутна магнитуда астероида је 12,3 а геометријски албедо 0,213.